# Francis Scott Key
Francis Scott Key, född 1 augusti 1779 i Carroll County, Maryland, död 11 januari 1843 i Baltimore, Maryland, var en amerikansk jurist och poet.
Key studerade juridik i Georgetown under farbrodern Philip Barton Key och blev så småningom en av de mest framträdande advokaterna i huvudstadsregionen.
Han skrev texten till USA:s nationalsång The Star-Spangled Banner den 14 september 1814, efter britternas beskjutning av Fort McHenry föregående dag. På morgonen såg Key den amerikanska flaggan vaja över fortet och skrev sin dikt, som publicerades anonymt med titeln Defence of Fort McHenry den 20 september samma år. Den fick musik efter en engelsk dryckesvisa, To Anacreon in Heaven, och antogs av kongressen som officiell nationalsång den 3 mars 1931.